# Brachymeria bilobata
Brachymeria bilobata är en stekelart som först beskrevs av Cameron 1905.  Brachymeria bilobata ingår i släktet Brachymeria och familjen bredlårsteklar. Inga underarter finns listade.